# Разина, Ольга Александровна
Ольга Александровна Разина (род. 12 ноября 1972 года в Ленинграде) — российский журналист, продюсер проектов в области культуры, создатель культурно-просветительских телепрограмм, один из первых исследователей музейной дипломатии.

## Биография
В профессиональной журналистике с 1993 года. Начала карьеру корреспондентом в телекомпании «Эквус», г. Усинск (Республика Коми), затем работала корреспондентом «Информ -ТВ», «Петербург 5 канал».
, с 1998 г. корреспондентом новостей на «6 канале»(Санкт-Петербург), затем редактор и ведущая программы «Бизнес-Петербург», выпускающий редактор СТС «Детали» (Санкт-Петербург). В 2000 г. — автор и ведущая программы «П.А.Р.У.С.А» (СТС -Петербург).
Как независимый автор и продюсер создала программу «Избранное» — обозрение культурных событий с фокусом на актуальные творческие процессы и их лидеров «нулевых» в Петербурге. Наряду с вниманием к федеральным театрам и музеям программа уделяла внимание галереям, представлявшим современное искусство в Санкт-Петербурге: галерея Д 137, галерея Марины Гисич, галерея Дмитрия Семенова.
Программа отмечена призом конкурса «Золотое перо» 2004 «За безупречный вкус и оригинальное воплощение авторской идеи».
Основала Авторскую студию, которая занималась созданием медиаконтента и проектами с фокусом на темы культуры, поддержку творческих людей.
Для привлечения внимания к молодым художникам, студентам творческих вузов в 2006 организовала конкурс «Ориентиры» (куратор — кандидат культурологии Анна Ляшко). Каждый из 7 конкурсов выявлял лучшую работу, учитывая мнения экспертов разных школ и направлений деятельности. В жюри одновременно входили представители академического образования, галеристы, кураторы, издатели, художники: Альберт Чаркин, скульптор, ректор Института живописи, скульптуры и архитектуры им. И. Е. Репина; Александр Боровский, заведующий отделом новейших течений Русского музея; Ольга Остерберг, галерист (Галерея Д −137); Вера Бибинова, галерист, главный редактор журнала НОМИ, Ольга Тобрелутс, художник, арт-деятель; Екатерина Андреева, ученый, критик, и другие.
Среди участников и призёров конкурса «Ориентиры»: Илья Гапонов, Татьяна Сергеева, Екатерина Муравьева, Иван Плющ, Вера Купцова и другие.
Авторской студией Ольги Разиной были созданы циклы фильмов-миниатюр о шедеврах живописи и архитектуры «История одной картины», «Петербург. Адреса» для телеканала «100ТВ».
Как один из авторов сценария и продюсер работала над циклом об артистах Санкт-Петербургского Молодёжного театра на Фонтанке «Свидание в Измайловском», выступила автором сценария документального фильма «В „Пенатах“ было наше счастье», продюсером фильмов о знаковых соборах Санкт-Петербурга и др. 
В 2009 вместе с группой единомышленников создала интернет-телеканал «Искусство ТВ» (Технологическое решение — Илья Осичев). Проект был пионером в области освоения Интернета как пространства медиа о культуре. Ядром портала являлся оригинальный видеоконтент о культуре преимущественно небольшой продолжительности, структурированный по темам и жанрам. Авторами выступали журналисты и представители арт-сообщества. Формат распространения был выше принятого в то время в интернете и визуально не отличался от эфирного качества, что редко встречалось из-за технических ограничений и отношения к онлайн видео как не профессиональному. «Искусство ТВ» один из первых в сети предложил видео HD качества и удобные для просмотра форматы. В рубрике «Мое первое культурное потрясение» участвовали известные личности: Ирина Антонова, Катрин Денев,Алла Пугачева, Алиса Фрейндлих, Дмитрий Хворостовский, Елена Образцова.
с 2010 года на платформе «Искусства ТВ» начали проводиться одни из первых общедоступных интернет-трансляций спектаклей и концертов в HD качестве, в том числе из Мариинского театра. В 2010 «Искусство ТВ» получило номинацию «Медиапроект года» конкурса «Золотое перо».
В 2012 году была приглашена на телеканал «Санкт-Петербург», где возглавила специально созданную дирекцию художественного вещания (позднее преобразована в подразделение тематических программ и специальных проектов).
Филолог. Прошла обучение в Академии медиаиндустрии (диктор, ведущая телерадиопрограмм). Получила диплом по программе переподготовки «Международные отношения» (МГИМО), защитила работу «Музейная дипломатия как направление культурной дипломатии России».

## Культурно-просветительские телепроекты
Под руководством Разиной О. А. были запущены программы телеканала «Санкт-Петербург» «Утро в Петербурге», «Культурная эволюция», «Малые родины большого Петербурга», «Сила слова», «В ритме Петербурга» и другие.
В 2019 году выступила с инициативой организовать День Эрмитажа на телеканале «Санкт-Петербург». При поддержке Государственного Эрмитажа и М. Б. Пиотровского был проведен телемарафон продолжительностью 8 часов.
Продюсер и соавтор оригинальных специальных проектов «Русский музей. 125 лет» (2020), «Эрмитаж. Рождение нового искусства». Выставка коллекции Сергея Щукина (2022), «Гавриилу Державину. Поэту и министру» (2023),  «Ангелы и тени Юсуповского дворца на Мойке» (2023), «Эрмитаж. Натюрморт. Гимн жизни» (2024), «Пушкин. Лицей. Продолжение» (2024), «Эрмитаж. 260» 
Автор программ и документальных фильмов: «Несколько вопросов перед большим юбилеем» К 80-летию маэстро Юрия Темирканова (режиссёр Вера Вяткина, 2018), «В круге Дягилевом. Портреты, перед которыми расступились обстоятельства» (режиссёр Вера Вяткина, оператор-постановщик Анатолий Ларионов, 2021), «Высокое искусство диалога. Михаил Пиотровский» (режиссёр Вера Вяткина, 2022), интервью к 80-летию директора Государственного Эрмитажа М. Б. Пиотровского (2024) и др.
Руководитель новогодних проектов «Петербургские метаморфозы, или так и живем». Вечер в Юсуповском дворце на Мойке (2017), «Новый год в петербургском стиле» (2018), прямых трансляций телеканала в новогоднюю ночь на телеканале «Санкт-Петербург».
Автор сценария, ведущая программы «Действующие лица». Портретные очерки с участием ведущих деятелей культуры России и Санкт-Петербурга: директора Санкт-Петербургского музея музыкального и театрального искусства Н. И. Метелицы, генерального директора Государственного Эрмитажа М. Б. Пиотровского, директора Музея-памятника Исаакиевский собор Н. В. Бурова, директора Всероссийского музея А. С. Пушкина С. М. Некрасова и других (2015—2016)

## Оценки деятельности
- «Золотое перо». Программа «Культурная эволюция», 2022[18][19].
- ТЭФИ Регион: телепрограмма «Утро в Петербурге», 2021[20].
- «Искусный глагол». Премия Государственного Эрмитажа, проект "День Эрмитажа на телеканале «Санкт-Петербург», 2019[21].
- «Музейный Олимп». Специальный приз «За поддержку развития музейного дела в Санкт-Петербурге», 2017[22].

## Преподавательская и исследовательская деятельность
Преподаватель Высшей школы журналистики Санкт-Петербургского государственного университета.
Доцент кафедры телевидения Санкт-Петербургского государственного института кино и телевидения.
Научные статьи по специальностям «Искусствоведение», "Журналистика и медиакоммуникации":
- Великая А. А., Разина О. А. Роль музейной дипломатии в развитии российской культурной дипломатии /Научно-аналитический журнал Обозреватель — Observer, 2022. N 9-10 (392—393). С. 86-95[1].
- Ильчeнко С.Н., Разина О. А. Трансформация культурно-просветительных программ в телевизионном эфире в условиях пандемического контекста (на примере проекта «Русский музей. 125 лет») — Неофилология. 2022. Том 8. № 1. С. 144—153, 0,4 п.л.[24]

Научные статьи по специальности «Искусствоведение» и «Медиакоммуникации и журналистика»: 
- Разина О.А. Производство культурно-просветительских программ и культурные индустрии: к вопросу о подходах к анализу телевидения // Неофилология. 2024. Т. 10. № 3. С. 701-710.[25]